# Chmeľnica (przystanek kolejowy)
Chmeľnica – przystanek kolejowy znajdujący się we wsi Chmeľnica, w kraju preszowskim, na linii kolejowej nr 185, na Słowacji.